# Dactylispa opaca
Dactylispa opaca is een keversoort uit de familie bladkevers (Chrysomelidae). De wetenschappelijke naam van de soort werd in 1919 gepubliceerd door Maulik.